# Eberhard Gieseler (Intendant)
Eberhard Gieseler (geboren am 27. März 1909 in Elend im Harz; gestorben am 28. Juni 1977 in  Wolfenbüttel) war ein deutscher Schauspieler, Regisseur und Intendant.

## Leben
Er war der Sohn von Rudolf Gieseler und dessen Frau Gertrud (geborene Schoepffer, 6. September 1882–5. Januar 1975). Der Forstmeister Wolfram Gieseler (* 1906) war sein älterer Bruder. Er hatte noch einen Bruder Volkmar Gieseler. Gieseler wurde entweder im Harz oder nach anderen Angaben in Ostpreußen geboren. Möglicherweise eine Verwechslung da er in „Osterode“ aufgewachsen sein soll (Osterode am Harz/Osterode in Ostpreußen). Er besuchte ein Gymnasium in Ortelsburg und wollte zunächst den Beruf des Gartenarchitekten erlernen. Er entschied sich dann aber für ein Studium der Schauspielkunst und des Gesanges. Sein erstes Engagement hatte er im Ensemble des Landestheaters Südostpreußen in Allenstein. Er spielte unter anderem am Treudank-Theater und wechselte an das Schauspielhaus in Königsberg. Es folgte eine Spielzeit an den Städtischen Bühnen in Erfurt, eine Tätigkeit als Spielleiter und Oberspielleiter an den Bühnen in Heilbronn, Oldenburg, Stuttgart und Wilhelmshaven. Bis 1945 war er als Oberspielleiter am Reichssender Königsberg tätig. Er hatte als Soldat im Zweiten Weltkrieg gedient und war verwundet worden. Nach der Vertreibung aus den deutschen Ostgebieten kam er über Pillau, Luckau und Dresden nach Wolfenbüttel. Hier erhielt er ein Engagement an der „Jungen Bühne Schwaben“ in Tübingen. Er trat an rund 1200 Abenden als Rezitator von Goethe und Hölderlin auf, hielt Vorträge über spezifisch ostdeutsche Themen und wurde 1947 als „Sprecher der ostdeutschen Heimat“ bekannt.
Ab 1947 unternahm er eine Tournee mit dem Stück Land der dunklen Wälder. Zwei Jahre lang bereiste er die Dörfer und Städte sowie die Flüchtlingslager in Schleswig-Holstein. Anschließend tourte er 1949 anlässlich des 70. Geburtstags von Agnes Miegel mit der Agnes-Miegel-Feierstunde durch Niedersachsen. Es folgten weitere Tourneen, unter anderem zum Thema Land unserer Liebe, Der Osten und der Deutsche Geist oder Tag der Heimat, die ihn in rund 30 Jahren durch alle Länder der Bundesrepublik führten. Im Herbst 1950 inszenierte er Schillers Wallenstein als Freilichtspiel auf dem Braunschweiger Burgplatz und 1951 das neuentdeckte Drama Der letzte Held von Marienburg von Joseph von Eichendorff bei den Marienburg-Festspielen. Er wurde 1952 Gründungsmitglied des „Kulturwerks Bundesweihestätte Greene e.V.“ Er fungierte als Intendant und inszenierte auf der Burg Greene 1952 bis 1958 unterschiedliche Theaterstücke. Er engagierte er sich insbesondere für den Erhalt ostdeutscher Kultur. 1952 inszenierte er das Freilichtspiel Das Lied von Gandersheim von Herta Sellschopp auf dem Marktplatz von Gandersheim. Das Lied von Gandersheim erzählt die Gründungsgeschichte der Stadt als Vision der Dichterin Roswitha von Gandersheim. Auf seine Initiative hin wurde am 4. Juli 1959 offiziell die Gandersheimer Domfestspiele eröffnet. Aufgeführt wurde bei dieser Premiere der Jedermann von Hugo von Hofmannsthal. Gieseler war von 1959 bis 1964 Festspielleiter und erster Intendant der Gandersheimer Domfestspiele. Im Jahr 1964 kam es zu Unstimmigkeiten bei der Gestaltung der Festspiele und er zog sich von dort zurück. Er gab einige Gastspiele als Regisseur und Schauspieler in Hamburg und Hannover. Er widmete sich weiterhin in Pflege ostdeutschen Kulturgutes und hielt darüber Vorträge. 1973 übernahm er die Gestaltung der Feierlichkeiten zum 500. Geburtstag des Nikolaus Kopernikus im Renaissancesaal des alten Herzogschlosses in Wolfenbüttel. Es wurde angeregt diese Reihe fortzusetzen und so wurde der „Zyklus großer Männer und Frauen des Deutschen Ostens“ ins Leben gerufen. 1974 richtete er die Feierstunde zu Immanuel Kants 250. Geburtstag aus und 1976 gab es einen Festakt für den schlesischen Dichter Joseph von Eichendorff. Die letzte große Aktion war die Feierstunde anlässlich des 25-jährigen Bestehens der Kreisgruppe für Gerhart Hauptmann. Ihm wurde zu diesem Anlass von Horst Frischmuth das Ehrenzeichen in Silber der Landesgruppe der Landsmannschaft Ostpreußen überreicht.

## Schriften (Auswahl)
- mit anderen: 1100 Jahre Gandersheim Festschrift; [Stadt der ersten deutschen Dichterin ; 852–1952]. Bad Gandersheim 1952.
- Der Tod des Empedokles Trauerspiel 1944 (Bühnenmanuskript, Maschinenschrift, zu Friedrich Hölderlins unvollendetem Drama Der Tod des Empedokles)